# Haripad
Haripad (Malayalam: ഹരിപ്പാട് Harippāṭ [ˈhaɾipːaːɖ], auch Harippad) ist eine Kleinstadt im indischen Bundesstaat Kerala.

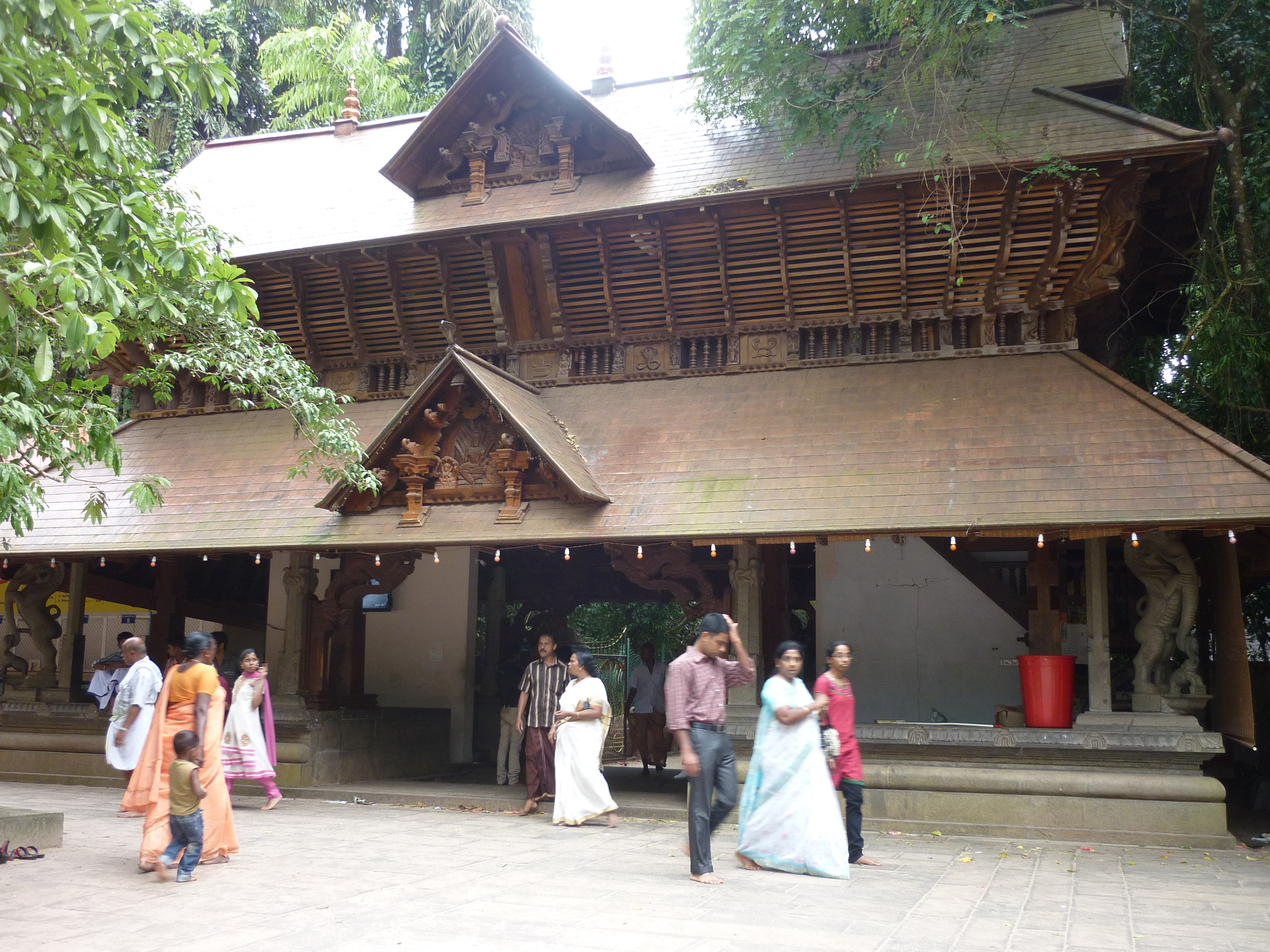
Der Mannarasala-Tempel in Haripad

Haripad liegt im Distrikt Alappuzha im Süden Keralas. Die Stadt befindet sich im Küstenhinterland rund 30 Kilometer südlich von Alappuzha und 55 Kilometer nördlich von Kollam. Die Entfernung zur Küste des Arabischen Meeres beträgt rund sechs Kilometer. Durch Haripad führen der National Highway 66 sowie die Eisenbahnstrecke von Alappuzha nach Kollam. Haripad ist Hauptort des Taluks Karthikapally.
In Haripad befinden sich zwei bedeutende Hindu-Tempel: der Subrahmanya-Swamy-Tempel, der dem Gott Subrahmanya geweiht ist, sowie der Mannarasala-Tempel, in dem die Schlangengottheiten (vgl. Naga) verehrt werden. Beide Tempel sind im typischen keralesischen Baustil erbaut.
Nach der Volkszählung 2011 hat Haripad 15.588 Einwohner. 84 Prozent der Bevölkerung sind Hindus, jeweils 8 Prozent sind Muslime und Christen.